# Zweckverband Reichsparteitag Nürnberg
Zweckverband Reichsparteitag Nürnberg war ein Zweckverband, der für die Organisation der Reichsparteitage verantwortlich war. Sein Sitz war in Nürnberg.
Der Zweckverband wurde durch das Gesetz über den Zweckverband Reichsparteitag Nürnberg eingerichtet, das am 29. März 1935 verkündet wurde und am 31. März in Kraft trat.
Ursache für die Gründung war die finanzielle Überforderung der Stadt Nürnberg mit den Baumaßnahmen für die Reichsparteitage auf dem Luitpoldhain. Der Zweckverband war der Bauherr und Kostenträger des Reichsparteitagsgeländes. Die Grundsteinlegung der Kongresshalle durch Adolf Hitler erfolgte am 11. September 1935 im Rahmen des „Reichsparteitages der Freiheit“.
Mitglieder des Zweckverbandes waren die Nationalsozialistische Deutsche Arbeiterpartei, das Deutsche Reich, das Land Bayern und die Stadt Nürnberg. Bayern und Nürnberg stellten die Grundstücke zur Verfügung, während das Reich die Hauptkosten übernahm, die 1938 auf 600 Millionen Reichsmark geschätzt wurden.
Der Leiter des Zweckverbandes und sein Stellvertreter wurden vom Führer und Reichskanzler ernannt. Einziger Leiter war von April 1935 bis 13. Dezember 1941 Hanns Kerrl, Reichsminister für die kirchlichen Angelegenheiten. Jedes Mitglied ernannte einen Verwaltungsrat und einen Ersatzmann. Die Geschäftsführung übernahm Willy Liebel, Oberbürgermeister von Nürnberg.
Das Gesetz über den Zweckverband Reichsparteitag wurde durch das Kontrollratsgesetz Nr. 1 betreffend die Aufhebung von NS-Recht aufgehoben. Der größte Teil des Reichsparteitagsgelände ging an die Stadt Nürnberg zurück.